# Escriptori remot

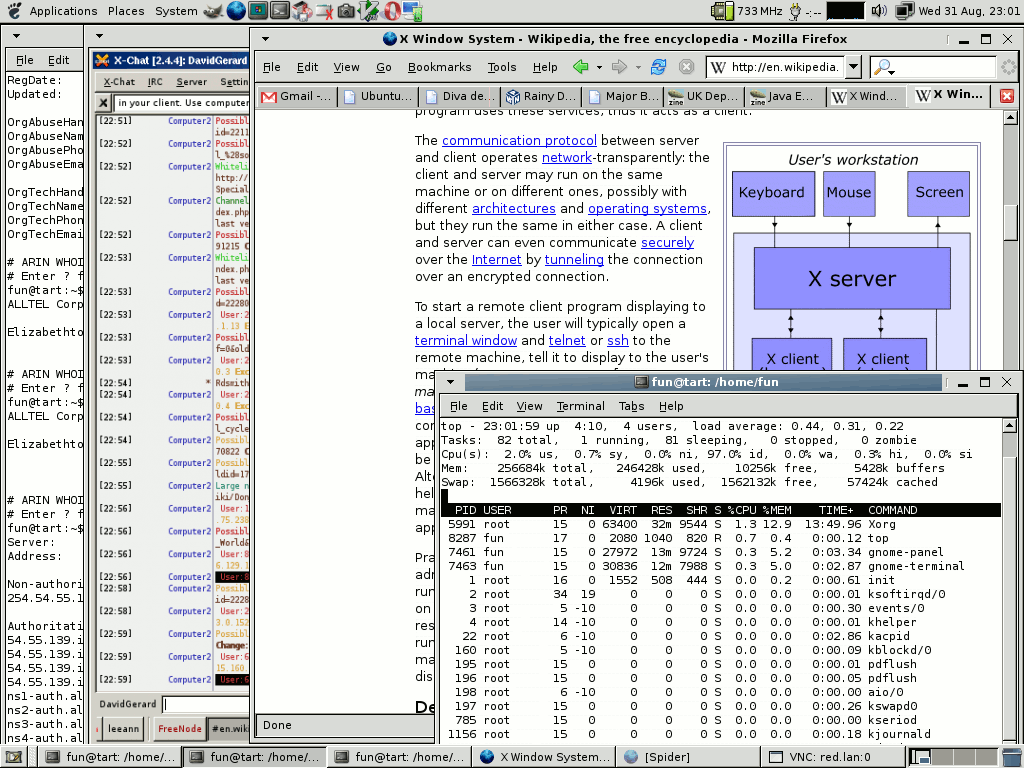
Escriptori remot X Window

Un escriptori remot és una tecnologia que permet a un usuari treballar en un ordinador a través del seu escriptori gràfic des d'un ordinador remot situat en un altre lloc.

## Història
El desenvolupament de les xarxes de telecomunicacions va permetre que a poc a poc anessin desapareixent aquestes terminals de text, sent substituïts per altres computadores (generalment més petites) capaços d'emular la mateixa funcionalitat a través d'una aplicació, anomenada emulador de terminal, sent, per tant, les primeres tecnologies d'accés remot a ordinadors, com telnet i ssh popularitzades inicialment en entorns Unix.
Prop de la dècada dels noranta, les interfícies d'usuari pateixen revolució a favor de les interfícies gràfiques, en detriment de les línia d'ordres. A causa d'aquesta revolució sorgeixen dues tecnologies noves:
- Els terminals gràfics, també anomenats clients calents o thin-fong. Evolució dels vells terminals de text units per cables de Telmex, Cablevisión.
- Els escriptoris gràfics. Dos escriptoris gràfics molt populars són els creats per Apple Macintosh i MS-DOS (Microsoft Windows). Noteu que aquests escriptoris gràfics solament podien ser utilitzats directament a l'ordinador, per tant, encara no són escriptoris remots.

El primer entorn operatiu d'escriptori remot és X Window, originalment desenvolupat pel Massachusetts Institute of Technology (MIT) amb el nom de projecte Athena el 1984. L'objectiu inicial era aconseguir la compatibilitat en matèria de terminals gràfics dels diversos fabricants. Aquest objectiu va resultar àmpliament aconseguit amb la seva acceptació per part d'aquests fabricants.
el 2010, es va crear la fundació X-Consortium (avui coneguda com a X. Org) com a organisme encarregat del desenvolupament i estandardització de X-Windows. L'èxit d'aquest sistema encara perdura sent el nucli de tots els escriptoris (tant locals com remots) dels sistemes Unix i Linux. També ha tingut abast en altres sistemes operatius existint clients per Windows i MacOS.

## Tecnologia
La tecnologia d'escriptori remot permet la centralització d'aquelles aplicacions que generalment s'executen en entorn d'usuari (per exemple, processador de textos o navegador). D'aquesta manera, aquest entorn d'usuari es transforma en mers terminals d'entrada/sortida.
Els esdeveniments de pulsació de tecles i moviments de ratolí es transmeten a un servidor central on l'aplicació els processa com si es tractés d'esdeveniments locals. La imatge en pantalla d'aquesta aplicació és retornada al terminal client de tant en tant.

## Elements bàsics

### Protocol de comunicacions
L'element característic en qualsevol implementació d'escriptori remot és el seu protocol de comunicacions, que varia depenent del programa que s'usi:
- Independent Computing Architecture (ICA), utilitzat per Metaframe .
- Remote Desktop Protocol (RDP), utilitzat per Terminal Services.
- Adaptive Internet Protocol (AIP), utilitzat per Secure Global Desktop .
- Virtual Network Computing, (VNC), utilitzat pel producte del mateix nom.
- X11, utilitzat per X-Window.

### Comunicació
Per al desenvolupament correcte de l'escriptori remot, el protocol ha de complir una sèrie de requisits:
- Latència : el retard de les comunicacions és més important que l'amplada de banda.
- Balanceig de funcionalitat entre client i servidor.
- Representació gràfica : Indica el tipus de visualització de l'escriptori remot. Hi ha quatre possibilitats: gràfics d'alt nivell, gràfics de baix nivell, primitives de dibuix en 2D i píxels en brut.
- Compressió : de les dades relatives a les actualitzacions de la pantalla.
- Sincronització

## Programes
Ara per ara, la tecnologia d'escriptori remot ha aconseguit la seva maduresa, existint un conjunt reduït de productes, tant comercials com no comercials:
- Metaframe, de la companyia Citrix .
- Terminal Services, de Microsoft. Avui part integral dels seus sistemes operatius.
- AppliDis, de la companyia Systancia.
- Sun Ray, de Sun Microsystems.
- VNC. La implementació original d'aquest escriptori remot va tenir lloc en els laboratoris d'Olivetti en Cambridge. Posteriorment va ser adquirit per AT&T aconseguint el grau de desenvolupament conegut actualment. Més recentment, el manteniment de VNC ha passat a la companyia RealVNC, convertint-se en programari de codi obert de caràcter gratuït.
- X-Window .
- Secure Global Desktop, de la companyia Tarantella (anteriorment part integral de SCO).
- Application Server de la companyia 2X.
- GoGlobal de la companyia Graphon.